# Passierabstand
Als Passierabstand, umgangssprachlich auch kleinster Abstand (Closest Approach, Abkürzung: CA), wird in der Navigation der Seefahrt der Abstand bezeichnet, mit dem sich zwei Schiffe voraussichtlich begegnen werden oder tatsächlich begegnen. Die Vorausberechnung kann durch Radarplotten beziehungsweise RADAR mit ARPA-Anlage oder aufgrund der Auswertung von AIS-Daten erfolgen. Die Ermittlung des Passierabstandes ist wichtig, um abschätzen zu können, ob die Gefahr einer Nahbereichslage oder die Möglichkeit der Gefahr einer Kollision von zwei Schiffen besteht.  
Im Zusammenhang mit dem Passierabstand ergeben sich weitere Standardgrößen:
- Der Ort der dichtesten Annäherung (Closest Point of Approach: CPA) ist nach DIN 13312 der Ort des Gegners zum Zeitpunkt der geringsten Annäherung. Er wird durch den Passierabstand und die zugehörige Peilung definiert.
- Für den Zeitpunkt der dichtesten Annäherung wird die Abkürzung TCA (Time of Closest Approach) verwendet.
- Für die Zeitdauer bis zur dichtesten Annäherung wird die Abkürzung TCPA (Time to Closest Point of Approach) verwendet.